# Associazione Sportiva Roma 1998-1999
Questa voce raccoglie le informazioni riguardanti l'Associazione Sportiva Roma nelle competizioni ufficiali della stagione 1998-1999.

## Stagione
Nella stagione 1998-1999 la squadra giallorossa si classifica quinta nel campionato di Serie A con 54 punti. Questa è anche l'ultima stagione con Zdenek Zeman sulla panchina giallorossa: sarà infatti sostituito al termine della stagione attuale, l'anno seguente, il tecnico capitolino sarà Fabio Capello. Sempre nel corso di questa stagione, precisamente il 31 ottobre 1998, Francesco Totti eredita la fascia di capitano da Aldair. Il miglior marcatore stagionale è Marco Delvecchio autore di 23 reti, delle quali 18 in campionato, 1 in Coppa Italia e 4 in Coppa UEFA. Nella Coppa Italia i giallorossi entrano in scena nei sedicesimi eliminando il Chievo Verona, mentre negli ottavi sono stati eliminati nel doppio confronto con l'Atalanta ai calci di rigore. In Coppa UEFA la Roma supera nei trentaduesimi i danesi del Silkeborg, nei sedicesimi gli inglesi del Leeds United, negli ottavi gli svizzeri del Zurigo, mentre nei quarti viene eliminata dall'Atletico Madrid.

## Divise e sponsor

Il neocapitano Totti, Paulo Sérgio e Delvecchio, trio d'attacco romanista, con indosso la prima divisa della stagione in variante all red

Lo sponsor tecnico è Diadora, mentre lo sponsor ufficiale è INA Assitalia. La prima divisa è costituita da maglia rossa, pantaloncini bianchi e calzettoni neri, tutti e tre presentanti decorazioni gialle. In trasferta i Lupi usano una costituita da maglia bianca con colletto a polo gialla, pantaloncini bianchi, calzettoni bianchi, tutti e tre con decorazioni giallorosse. Come terza divisa viene usato un kit costituito dallo stesso template della away, con il nero al posto del bianco.
| Casa | Trasferta | Terza divisa |

I portieri usano tre divise: le maglie sono gialle, grigie e nere con decorazioni giallorosse, pantaloncini e calzettoni sono neri.
| 1ª portiere | 2ª portiere | 3ª portiere |

## Organigramma societario
Di seguito l'organigramma societario.
Area direttiva
- Presidente: Franco Sensi
- Vicepresidente e amministratore delegato: Ciro Di Martino
- Consigliere tecnico: Nils Liedholm
- Direttore sportivo: Giorgio Perinetti
- Team Manager: Antonio Tempestilli
- Responsabile ufficio stampa: Dario Brugnoli

Area sanitaria
- Medico sociale: Ernesto Alicicco
- Massaggiatore: Giorgio Rossi

Area tecnica
- Allenatore: Zdeněk Zeman
- Allenatore in seconda: Ezio Sella
- Preparatore dei portieri: Vincenzo Cangelosi
- Allenatore Primavera: Aldo Maldera
- Preparatore atletico: Vito Scala

## Rosa
Di seguito la rosa.
| N. |                      | Ruolo | Calciatore                 |
| -- | -------------------- | ----- | -------------------------- |
| 1  | Austria (bandiera)   | P     | Michael Konsel             |
| 2  | Brasile (bandiera)   | D     | Cafu                       |
| 3  | Brasile (bandiera)   | D     | Antônio Carlos Zago        |
| 4  | Italia (bandiera)    | C     | Luigi Di Biagio            |
| 5  | Francia (bandiera)   | D     | Vincent Candela            |
| 6  | Brasile (bandiera)   | D     | Aldair (capitano)          |
| 7  | Brasile (bandiera)   | A     | Paulo Sérgio               |
| 8  | Russia (bandiera)    | C     | Dmitri Alenichev           |
| 9  | Argentina (bandiera) | A     | Gustavo Javier Bartelt     |
| 10 | Italia (bandiera)    | A     | Francesco Totti (capitano) |
| 11 | Italia (bandiera)    | C     | Eusebio Di Francesco       |
| 12 | Italia (bandiera)    | P     | Antonio Chimenti           |
| 13 | Italia (bandiera)    | D     | Fabio Petruzzi             |
| 14 | Italia (bandiera)    | C     | Carmine Gautieri           |
| 15 | Camerun (bandiera)   | D     | Pierre Nlend Wome          |

| N. |                                | Ruolo | Calciatore         |
| -- | ------------------------------ | ----- | ------------------ |
| 16 | Serbia e Montenegro (bandiera) | C     | Ivan Tomić         |
| 17 | Italia (bandiera)              | C     | Damiano Tommasi    |
| 18 | Italia (bandiera)              | A     | Alessandro Frau    |
| 19 | Italia (bandiera)              | D     | Marco Quadrini     |
| 20 | Italia (bandiera)              | D     | Filippo Dal Moro   |
| 21 | Georgia (bandiera)             | D     | Omari Tetradze     |
| 22 | Italia (bandiera)              | P     | Andrea Campagnolo  |
| 23 | Italia (bandiera)              | C     | Daniele Conti      |
| 24 | Italia (bandiera)              | A     | Marco Delvecchio   |
| 25 | Italia (bandiera)              | C     | Daniele Bordacconi |
| 27 | Brasile (bandiera)             | A     | Fábio Júnior       |
| 28 | Italia (bandiera)              | D     | Maurizio Lanzaro   |
|    | Italia (bandiera)              | D     | Cristian Servidei  |
|    | Italia (bandiera)              | P     | Giorgio Sterchele  |
|    | Italia (bandiera)              | C     | Francesco Statuto  |

## Calciomercato
Di seguito il calciomercato.
| Acquisti | Acquisti          | Acquisti      | Acquisti            |
| R.       | Nome              | da            | Modalità            |
| -------- | ----------------- | ------------- | ------------------- |
| P        | Giorgio Sterchele | Bologna       | fine prestito       |
| P        | Marvin Ficarra    | -             | ritiro              |
| D        | Pierre Womé       | Lucchese      | definitivo(2 mld)   |
| C        | Dmitri Alenichev  | Spartak Mosca | definitivo (12 mld) |
| C        | Ivan Tomić        | Partizan      | definitivo (18 mld) |
| C        | Alessandro Frau   | Torres        | definitivo          |
| A        | Gustavo Bartelt   | Lanús         | definitivo (13 mld) |
| A        | Fábio Júnior      | Cruzeiro      | definitivo (30 mld) |

| Cessioni | Cessioni           | Cessioni      | Cessioni          |
| R.       | Nome               | a             | Modalità          |
| -------- | ------------------ | ------------- | ----------------- |
| P        | Giorgio Sterchele  | Ternana       | prestito          |
| D        | Cristian Servidei  | Ternana       | definitivo        |
| D        | Matteo Pivotto     | Chievo        | definitivo        |
| D        | Filippo Dal Moro   | Ternana       | prestito          |
| D        | Stefano Fanucci    | Teramo        | definitivo        |
| C        | Vágner             | Vasco da Gama | definitivo        |
| C        | Manuele Blasi      | Lecce         | prestito          |
| C        | Daniele Bordacconi | Foggia        | definitivo        |
| C        | Cristiano Scapolo  | Napoli        | definitivo        |
| A        | Abel Balbo         | Parma         | definitivo(6 mld) |

## Risultati

### Serie A

#### Girone di andata
| Arbitro: | Bolognino (Milano) |

|                                 |           |          |
| Paulo Sérgio 47’, 83’ Totti 61’ | Marcatori | 41’ Song |

| Empoli 20 settembre 1998, ore 15:00 2ª giornata | Empoli              | 0 – 0 referto | Roma | Stadio Carlo Castellani\| Arbitro: \| Collina (Viareggio) \| |
| Arbitro:                                        | Collina (Viareggio) |               |      |                                                              |

| Arbitro: | Treossi (Forlì) |

|                    |           |  |
| Delvecchio 1’, 14’ | Marcatori |  |

| Arbitro: | Tombolini (Ancona) |

|                              |           |                |
| F. Palmieri 61’ Iacopino 74’ | Marcatori | 26’ Delvecchio |

| Arbitro: | Bazzoli (Merano) |

|                         |           |               |
| Alenichev 89’ Totti 90’ | Marcatori | 32’ Batistuta |

| Arbitro: | Collina (Viareggio) |

|                                 |           |                    |
| Leonardo 45’ Ziege 59’ Weah 61’ | Marcatori | 9’, 70’ Delvecchio |

| Arbitro: | Messina (Bergamo) |

|                                                         |           |  |
| Di Francesco 44’ Totti 52’, 71’ (rig.) Paulo Sérgio 62’ | Marcatori |  |

| Arbitro: | Trentalange (Torino) |

|             |           |                  |
| Signori 18’ | Marcatori | 15’ Paulo Sérgio |

| Arbitro: | Braschi (Prato) |

|                              |           |  |
| Paulo Sérgio 44’ Candela 89’ | Marcatori |  |

| Arbitro: | Bazzoli (Merano) |

|                  |           |             |
| Totti 83’ (rig.) | Marcatori | 77’ Masinga |

| Arbitro: | Farina (Novi Ligure) |

|                                      |           |                                           |
| R. Mancini 28’, 56’ Salas 69’ (rig.) | Marcatori | 25’ Delvecchio 78’ Di Francesco 81’ Totti |

| Arbitro: | Bettin (Padova) |

|                                                         |           |            |
| Totti 61’ D. Conti 63’ Delvecchio 78’, 80’ Gautieri 90’ | Marcatori | 33’ Rapaić |

| Arbitro: | Boggi (Salerno) |

|            |           |              |
| Crespo 40’ | Marcatori | 62’ Gautieri |

| Arbitro: | Pellegrino (Barcellona Pozzo di Gotto) |

|                                                  |           |                  |
| Cauet 59’ Zamorano 77’ R. Baggio 87’ Zanetti 89’ | Marcatori | 38’ Paulo Sérgio |

| Arbitro: | Bolognino (Milano) |

|                              |           |                                 |
| Di Francesco 27’ Tommasi 53’ | Marcatori | 38’ Stroppa 48’ (aut.) Dal Moro |

| Arbitro: | Braschi (Prato) |

|                                |           |                                  |
| Muzzi 3’, 64’ O'Neill 47’, 90’ | Marcatori | 27’, 41’ Delvecchio 80’ Gautieri |

| Arbitro: | Farina (Novi Ligure) |

|                                             |           |  |
| Di Francesco 6’ Delvecchio 44’ Gautieri 79’ | Marcatori |  |

#### Girone di ritorno
| Arbitro: | Pellegrino (Barcellona Pozzo di Gotto) |

|                                        |           |               |
| Bernardini 11’ (rig.) F. Giampaolo 54’ | Marcatori | 77’ Di Biagio |

| Arbitro: | Collina (Viareggio) |

|                  |           |               |
| Paulo Sérgio 56’ | Marcatori | 90+2’ Cerbone |

| Arbitro: | Treossi (Forlì) |

|                                    |           |               |
| Recoba 1’ Maniero 48’ Ballarin 66’ | Marcatori | 68’ Di Biagio |

| Arbitro: | Farina (Novi Ligure) |

|                                        |           |              |
| Fábio Júnior 10’ Paulo Sérgio 84’, 88’ | Marcatori | 15’ Lassissi |

| Firenze 21 febbraio 1999 22ª giornata | Fiorentina          | 0 – 0 referto | Roma | Stadio Artemio Franchi (45.000 spett.)\| Arbitro: \| Borriello (Mantova) \| |
| Arbitro:                              | Borriello (Mantova) |               |      |                                                                             |

| Arbitro: | Bettin (Padova) |

|                  |           |  |
| Paulo Sérgio 64’ | Marcatori |  |

| Arbitro: | Bettin (Padova) |

|                                     |           |                  |
| Jørgensen 84’ M. Amoroso 88’ (rig.) | Marcatori | 28’ Fábio Júnior |

| Arbitro: | Bazzoli (Merano) |

|                                  |           |                  |
| Delvecchio 10’, 39’ Gautieri 61’ | Marcatori | 68’ K. Andersson |

| Arbitro: | Borriello (Mantova) |

|             |           |                |
| Iuliano 72’ | Marcatori | 52’ Delvecchio |

| Arbitro: | Farina (Novi Ligure) |

|             |           |                                              |
| Masinga 60’ | Marcatori | 13’, 55’ Di Biagio 79’ Cafu 84’ Di Francesco |

| Arbitro: | Borriello (Mantova) |

|                               |           |              |
| Delvecchio 13’, 43’ Totti 90’ | Marcatori | 79’ C. Vieri |

| Arbitro: | Collina (Viareggio) |

|                                          |           |                                       |
| Gio. Tedesco 22’ Petrachi 42’ Rapaić 88’ | Marcatori | 23’ (aut.) Matrecano 39’ Di Francesco |

| Arbitro: | Bettin (Padova) |

|           |           |  |
| Totti 82’ | Marcatori |  |

| Arbitro: | Collina (Viareggio) |

|                                                                   |           |                                                |
| Totti 26’ (rig.) Paulo Sérgio 47’ Delvecchio 49’ Di Francesco 79’ | Marcatori | 17’, 56’ Ronaldo 22’, 35’ Zamorano 87’ Simeone |

| Arbitro: | Bolognino (Milano) |

|                          |           |  |
| Rastelli 32’ Statuto 81’ | Marcatori |  |

| Arbitro: | Bazzoli (Merano) |

|                                 |           |           |
| Totti 16’, 77’ Di Francesco 33’ | Marcatori | 46’ Mboma |

| Arbitro: | Trentalange (Torino) |

|                |           |                                                               |
| Ambrosetti 34’ | Marcatori | 27’ Paulo Sérgio 62’ Delvecchio 78’ Gautieri 81’ Fabio Junior |

### Coppa Italia
| Arbitro: | Farina (Novi Ligure) |

|                              |           |                          |
| Cerbone 15’ Franceschini 45’ | Marcatori | 54’ Bartelt 56’ Gautieri |

| Arbitro: | Boggi (Salerno) |

|                            |           |              |
| Alenichev 63’ Gautieri 80’ | Marcatori | 20’ Veronese |

| Arbitro: | Borriello (Mantova) |

|           |           |                |
| Zanini 2’ | Marcatori | 30’ Delvecchio |

| Arbitro: | Bazzoli (Merano) |

|                                              |                      |                                           |
| Totti 80’                                    | Marcatori            | 77’ Caccia                                |
| Di Biagio Di Francesco Delvecchio Totti Frau | Tiri di rigore 4 – 5 | Banchelli Bonacina Regonesi Caccia Zenoni |

### Coppa UEFA

#### Fase finale
| Arbitro: | Ivanov |

|  |           |                         |
|  | Marcatori | 63’ Totti 70’ Alenichev |

| Arbitro: | Luinge |

|                |           |  |
| Delvecchio 53’ | Marcatori |  |

| Arbitro: | Lopez Nieto |

|                |           |  |
| Delvecchio 18’ | Marcatori |  |

| Leeds 3 novembre 1998, ore 21:05 Sedicesimi di finale - Ritorno | Leeds Utd | 0 – 0 | Roma | Elland Road\| Arbitro: \| Heynemann \| |
| Arbitro:                                                        | Heynemann |       |      |                                        |

| Arbitro: | Young |

|                  |           |  |
| Totti 92’ (rig.) | Marcatori |  |

| Arbitro: | Diaz Vega |

|                   |           |                          |
| Bartlett 60’, 80’ | Marcatori | 14’ Delvecchio 90’ Totti |

| Arbitro: | Sars |

|                           |           |               |
| José Mari 13’ Roberto 46’ | Marcatori | 75’ Di Biagio |

| Arbitro: | Van der Ende |

|                |           |                          |
| Delvecchio 32’ | Marcatori | 60’ Aguilera 88’ Roberto |

## Statistiche

### Andamento in campionato
| Giornata  | 1 | 2 | 3 | 4 | 5 | 6 | 7 | 8 | 9 | 10 | 11 | 12 | 13 | 14 | 15 | 16 | 17 | 18 | 19 | 20 | 21 | 22 | 23 | 24 | 25 | 26 | 27 | 28 | 29 | 30 | 31 | 32 | 33 | 34 |
| --------- | - | - | - | - | - | - | - | - | - | -- | -- | -- | -- | -- | -- | -- | -- | -- | -- | -- | -- | -- | -- | -- | -- | -- | -- | -- | -- | -- | -- | -- | -- | -- |
| Luogo     | C | T | C | T | C | T | C | T | C | C  | T  | C  | T  | T  | C  | T  | C  | T  | C  | T  | C  | T  | C  | T  | C  | T  | T  | C  | T  | C  | C  | T  | C  | T  |
| Risultato | V | N | V | P | V | P | V | N | V | N  | N  | V  | N  | P  | N  | P  | V  | P  | N  | P  | V  | N  | V  | P  | V  | N  | V  | V  | P  | V  | P  | P  | V  | V  |
| Posizione | 2 | 5 | 3 | 6 | 2 | 5 | 3 | 3 | 2 | 2  | 3  | 2  | 3  | 5  | 5  | 6  | 5  | 6  | 6  | 7  | 7  | 8  | 7  | 8  | 7  | 7  | 5  | 5  | 5  | 5  | 5  | 6  | 5  | 5  |

Fonte:  Italy » Serie A 1998/1999 » Results & Tables, su worldfootball.net.
Legenda:

Luogo: C = Casa; T = Trasferta. Risultato: V = Vittoria; N = Pareggio; P = Sconfitta.

## Giovanili

### Piazzamenti
- Allievi Nazionali:
  - Campionato: vincitrice
- Giovanissimi Nazionali:
  - Campionato: vincitrice